# 바쿠간 배틀 플래닛
바쿠간 배틀 플래닛(爆丸バトルプラネット, Bakugan: Battle Planet)은 2007~2012년 시리즈 슈팅 바쿠간의 리부트 (작품) 역할을 하는 애니메이션 TV 시리즈이다. 이 시리즈는 맨 오브 액션, 넬바나, 스핀 마스터 엔터테인먼트 및 TMS 엔터테인먼트가 제작했다. 배틀 플래닛은 2018년 12월 북미에서 첫 선을 보인 뒤 캐나다 텔레툰, 미국 카툰네트워크를 통해 방영됐으며, 이후 2019년 4월 일본에서 첫 선을 보였다.

## 등장인물

### 바쿠간 배틀 플래닛/바쿠간 배틀 바쿠기어

#### 주요 등장인물
- 단 쿠조/류단
  - 성우: 타카하시 리에/이새벽(투니버스)
- 윈튼 스타일즈/윈튼
  - 성우: 후쿠시마 준/이경태(투니버스)
- 리아 베네거스/리아
  - 성우: 아카사키 치나츠/정혜원(투니버스)
- 슌 카자미/준 카이트
  - 성우: 우치야마 유미/박리나(투니버스)
- 라이트닝
  - 성우: 카네다 아키/강성우(투니버스)
- 차이나 리오트/샤이나
  - 성우: 시바타 메이/이재현(투니버스)
  - 성우: 카지카와 쇼헤이/강호철

#### 주요 바쿠간들
- 드래곤노이드(단 쿠소/류단의 바쿠간)
  - 성우: 타케우치 슌스케/시영준(투니버스)
- 티렉스(윈튼의 바쿠간)
  - 성우: 호리에 슌/이상호
- 페가트릭스(리아의 바쿠간)
  - 성우: 나즈카 카오리/여민정
- 하이드로스(슌/준의 바쿠간)
  - 성우: 이치카와 아오이/한신
- 맥스타우라(차이나/샤이나의 바쿠간)
  - 성우: ?/???
- 하울커(라이트닝의 바쿠간)
  - 성우: 칸바라 다이치/김기흥

#### 그 밖의 등장인물(한국판, 바쿠간 배틀 플래닛)
- 박성태: 에이
- 권창욱: 스트라타
- 은영선: 파라비온
- 김영찬: 고티온, 듀란 아빠
- 김기흥: 단 아빠
- 김장: 벤튼
- 김선혜: 베로니카(리아 엄마)
- 유영: 매기, 디
- 홍승효: 젠킨스, 씨, 팬독스, 윈튼 아빠, 바이스록스
- 임채헌: 신디우스
- 홍범기: 마르코, 아튜린
- 양정화: 피오나
- 김현지: 클라비
- 소정환: 베어
- 김다올: 비, 유우, 병사1, 코다
- 남도형: 레이
- 류승곤: 루피세온, 리아 아빠
- 민응식: 트립 대령
- 김채하: 노빌리어스
- 정유미: 듀란 딘
- 여윤미: 듀란 엄마
- 김가령: 에밀리
- 현경수: 샤르고 로닌
- 권성혁: 토니
- 여민정: 윈튼 엄마
- 정승욱: 아인 카이트(준 아빠)
- 김현심: 크린
- 이소은: 파이드로스
- 최낙윤: 티코
- 김기철: 커브, 키노 할아버지
- 서윤선: 페이드 닌자
- 정재헌: 마일스 카이트
- 김서영: 라이트닝 마음속
- 손종환: 타토니엄, 그롬
- 윤동기: 키리온
- 이재현: 키노
- 김영은: 브라켄
- 최석필: 캐러스
- 송준석: 타리노
- 박시윤: 맥스
- 강성우: 이, 모우
- 강새봄: 맥, 단 엄마, 브롤러1, 윈튼 여동생
- 김도희: 보비, 케리, 윈튼 남동생

#### 그 밖의 등장인물(한국판, 바쿠간 배틀 바쿠기어)
- 김신우: 에이든
- 송하림: 패롤
- 석승훈: 스톰